# 인터넷 익스플로러 8

인터넷 익스플로러 8의 워드마크

윈도우 인터넷 익스플로러 8(Windows Internet Explorer 8, IE8)은 마이크로소프트사가 개발한 웹 브라우저이다. 이 브라우저는 윈도우 XP, 윈도우 서버 2003, 윈도우 서버 2003 R2, 윈도우 비스타, 윈도우 서버 2008용으로 2009년 3월 19일 (한국시간)에 정식 출시되었다. 32비트와 64비트 프로그램 모두 사용할 수 있으며 2006년에 출시된 인터넷 익스플로러 7의 뒤를 잇는다. 유럽을 제외한 지역에서 2009년 10월 22일 출시된 윈도우 7과 윈도우 서버 2008 R2 운영 체제의 기본 브라우저이기도 하며, 윈도우 XP, 윈도우 서버 2003, 윈도우 서버 2003 R2를 지원하는 마지막 웹 브라우저이다.
마이크로소프트사에 따르면 보안, 쉬운 사용, RSS, CSS, Ajax의 지원 개선이 인터넷 익스플로러 8에 중요한 사항들이라고 한다.
윈도우 XP용은 2014년 4월 8일부터 윈도우 XP, 마이크로소프트 오피스 2003 그리고 윈도우 XP용 인터넷 익스플로러 7과 동시에 지원이 종료되었고, 윈도우 서버 2003, 윈도우 서버 2003 R2용은 2015년 7월 14일부터 윈도우 서버 2003, 윈도우 서버 2003 R2 그리고 윈도우 서버 2003, 윈도우 서버 2003 R2용 인터넷 익스플로러 7과 동시에 지원이 종료되었으며, 윈도우 비스타, 윈도우 서버 2008, 윈도우 7, 윈도우 서버 2008 R2용은 2016년 1월 12일부터 윈도우 XP 임베디드, 윈도우 8과 윈도우 비스타용 인터넷 익스플로러 7과 윈도우 7, 윈도우 서버 2008 R2용 인터넷 익스플로러 9 그리고 윈도우 7, 윈도우 서버 2008 R2, 윈도우 8용 인터넷 익스플로러 10과 동시에 지원이 종료되었다.

## 기능
인터넷 익스플로러 8은 웹 조각(WebSlices)과 바로 연결(Accelerators)을 비롯한 새롭고 수많은 기능들이 포함되어 있다.

### 추가된 기능
- 추천 사이트(Suggested Sites)

마이크로소프트가 웹사이트를 사용자에게 제안하는 도구이다. 이 기능은 기본적으로 꺼져 있으며 사용자가 인프라이빗 기능을 사용하거나 SSL 보안 사이트, 인트라넷, IP 주소, 국제화 도메인 주소 사이트를 방문하는 동안에는 사용을 하지 않는다.
- 인프라이빗(InPrivate)

IE8에 처음 선보인 인프라이빗은 새로운 안전 모드이며 두 가지 기본 기능으로 이루어져 있다: 인프라이빗 브라우징, 인프라이빗 필터링이다.
- 바로 연결(Accelerators)

바로 연결 기능은 선택 기반 검색의 일종으로, 사용자가 마우스만 사용하여 다른 어떠한 페이지에서 온라인 서비스를 사용할 수 있게 해 준다.
- 웹 조각(Web Slices)

웹사이트의 피드 기능을 이용해서 도구 막대에서 바로 웹페이지의 피드 내용을 읽어올 수 있는 기능이다. 주로 날씨와 같은 것을 다루는 마이크로소프트 가젯의 기능을 웹브라우저에 추가한 것으로 생각된다. 이 기능은 1997년 인터넷 익스플로러 4에 도입된 액티브 데스크톱과 비슷하다.
- 자동 완성의 변화

주소 창은 최상위 도메인만 검은색으로 표시하여 강조하고 다른 부분들은 회색으로 잘 보이지 않게 함으로써 보안을 강화하였다. 이러한 강조 기능은 사용자나 웹 사이트 어떠한 곳에서도 끌 수 없게 되어 있다. 또 다른 변화로는 주소창에 완전한 URL이나 낱말 등을 입력하면 여러 줄의 URL을 보여 주는 기능이 추가된 점이다. 자동 완성 기능은 베타 사용자들의 비평에 따라 제거되었다.
- 스마트스크린 필터

이 기능은 인터넷 익스플로러 7의 피싱 필터의 확장판이다. 사용자가 악의가 있는 사이트에 방문한다고 판단하면 인터넷 익스플로러 8는 이 사이트가 해로우며 방문하지 않아야 한다고 알려 준다. 이때 사용자는 다른 웹사이트에 방문할 수도 있고 안전하지 않은 페이지로의 접속을 계속할 수 있다. 이 기능은 그룹 정책을 통해 사용하지 않게 할 수 있다.
- 개발자 도구

개발자들을 위해 IE8은 브라우저로부터 직접 HTML, CSS, 자바스크립트 디버깅을 허용하는 도구를 포함하고 있다.
- 즐겨찾기 모음: 보통 인터넷 주소 뿐이 아니라 일반 문서 파일들도 추가할 수 있게 되었다.

모질라 파이어폭스의 라이브 북마크 기능과 같이 피드 문서를 추가하면 문서의 목록을 확인할 수 있다.
- 자동 충돌 복구: 충돌 등으로 인한 갑작스러운 종료를 통해 잃은 정보를 되살릴 수 있게 되는 기능이다.
- 크기 조절
- 성능 및 안정성
- 렌더링 엔진

인터넷 익스플로러 8은 "인터넷 익스플로러 8 표준 모드"로 알려진 새로운 렌더링 모드를 포함하고 있다. 2008년 2월에 마이크로소프트는 인터넷 익스플로러 8의 개인 베타 버전의 공개에 대한 초대장을 제공하였다. 인터넷 익스플로러 8은 액티브X 기능을 최소화시키기로 했으므로 하는 한국 사이트에서는 제대로 작동하지 않을 수 있다고 한다. 웹 표준을 준수하기 위해 대대적인 페이지 표시 환경을 수정하였으며, 이로써 하위 버전의 인터넷 익스플로러와의 하위 호환성을 위해 IE7버전으로 에뮬레이트할 수 있는 기능이 추가되었다.

### 제거된 기능
- 주소 자동 완성
- ActiveX 컨트롤이나 추가 기능을 통해 저장된 파일과 설정 사항을 지우는 옵션. (이 기능은 자동으로 수행된다.)
- CSS 식은 더 이상 인터넷 익스플로러 8 표준 모드에서 지원되지 않는다.
- 사유 <wbr> 태그 지원이 제거되었다.
- 웹 폴더 열기. (이제는 드라이브 매핑 도구를 통해 이루어져야 한다.)

## 역사
인터넷 익스플로러 8 베타 1은 미국시간 2008년 3월 5일에 공개되었다. 기본적인 인터페이스는 7 버전과 큰 차이는 없었다. 인터넷 익스플로러 8 베타 2는 2008년 8월 29일 기준으로 몇몇 언어판이 공개되었으며 현재 한국어를 비롯한 여러 언어 버전이 추가로 공개되었다. 이 버전은 윈도우 7 6801 빌드에도 포함되어 있으나 초기 구동시 응답없음 현상이 있었다. 그리고 베타1에서 부족한 호환성을 강화하였다. 파트너 빌드로 불리는 Pre RC1 버전은 2008년 12월 10일에, RC1은 2009년 1월 26일에 출시되었다.
마지막에 나온 정식 버전은 2009년 3월 20일 (한국 시간)에 출시되었다. 이 버전은 윈도우 7과 윈도우 서버 2008 R2 운영 체제에도 기본으로 포함되었다.

## 하드웨어 요구 사항
IE8은 적어도 아래의 사양을 갖추고 있어야 동작한다:
- 233 MHz 이상의 프로세서
- 256색 이상의 색, 슈퍼 VGA (800 x 600) 이상의 해상도를 지원하는 모니터
- 마이크로소프트 마우스, 마이크로소프트 인텔리마우스 및 호환 포인팅 장치.
- 램: 윈도우 XP/서버 2003/서버 2003 R2 (32비트, 64비트)의 경우 64MB. 윈도우 비스타/서버 2008 (32비트, 64비트)의 경우 512MB.

## 같이 보기
- 필수 무결성 제어